# Пенцольдт, Франц
Франц Пенцольдт (нем. Franz Penzoldt; 12 декабря 1849, Криспендорф, Германский союз — 19 сентября 1927, Мюнхен) — германский врач-терапевт и фармаколог, преподаватель, научный писатель. Отец писателя Эрнста Пенцольдта.

## Биография
Франц Пенцольдт изучал медицину в Тюбингенском и Йенском университетах, был учеником Вильгельма фон Лейбе (1842—1922). В 1872 году получил в Тюбингене лицензию врача и в том же году защитил диссертацию на соискание степени доктора медицины (работа была посвящена лёгочным и сосудистым заболеваниям). В 1873 году для продолжения образования отправился в Йену, затем вместе со своим учителем перешёл в Эрланген. С 1874 года и до своей отставки в 1920 году работал в Эрлангенском университете. В 1875 году габилитировался в Эрлангене (по болезням желудка) и в 1882 году стал экстраординарным, а в 1885 году ординарным профессором внутренних болезней и фармакологии. С 1878 года работал старшим врачом в университетской поликлинике, в 1885—1886 годах был временным директором клиники и поликлиники, в 1903 году стал директором клиники Эрлангена. В 1893—1910 годах руководил Фармакологическим институтом при университете. Был также почётным гражданином Эрлангена. Во время Первой мировой войны был начальником лазарета для раненых, в который были превращены многие университетские здания. Умер в Мюнхене, похоронен на мюнхенском кладбище Вальдфридхоф.
Как учёный-медик занимался изучением туберкулёза, болезней крови, диабета; проводил также исследования в области клинической фармакологии и пищеварительной системы. Главные труды его авторства: Die Magenerweiterung (1875); Aeltere und neuere Harnproben (1884); Lehrbuch der klinischen Arzneibchandlung (1889); Handbuch der Therapie innerer Krankheiten» (две последних написаны им в сотрудничестве с Родерихом Штинцингом; 1894—1896). Кроме того, ему принадлежат работы о терапии лёгочной чахотки, болезней желудка, кишок и брюшины.